# Affichage matriciel

Exemple d'un affichage matriciel animé, avec une police proportionnelle.

Un affichage matriciel ou affichage à matrice de points (en anglais, dot matrix display) est une technique d'affichage électronique qui affiche des informations sur des appareils tels que des horloges, des montres, des tableaux de départ de transports publics et de nombreux autres dispositifs nécessitant un affichage alphanumérique (et/ou graphique) de résolution limitée.
Le terme affichage matriciel est utilisé pour désigner un affichage de caractères ou de symboles à résolution limitée. Pour les images à haute résolution qui peuvent aussi utiliser des matrices de points, on utilise le terme image matricielle.
L'affichage matriciel consiste en une matrice de points constituée de lumières ou d'indicateurs mécaniques disposés selon une configuration rectangulaire (d'autres formes sont également possibles, bien que peu courantes), de sorte qu'en allumant ou en éteignant des lumières sélectionnées, il est possible d'afficher du texte ou des graphiques. Un contrôleur de matrice de points convertit les instructions d'un processeur en signaux qui allument ou éteignent les éléments indicateurs de la matrice de façon à produire l'affichage désiré.

## Histoire

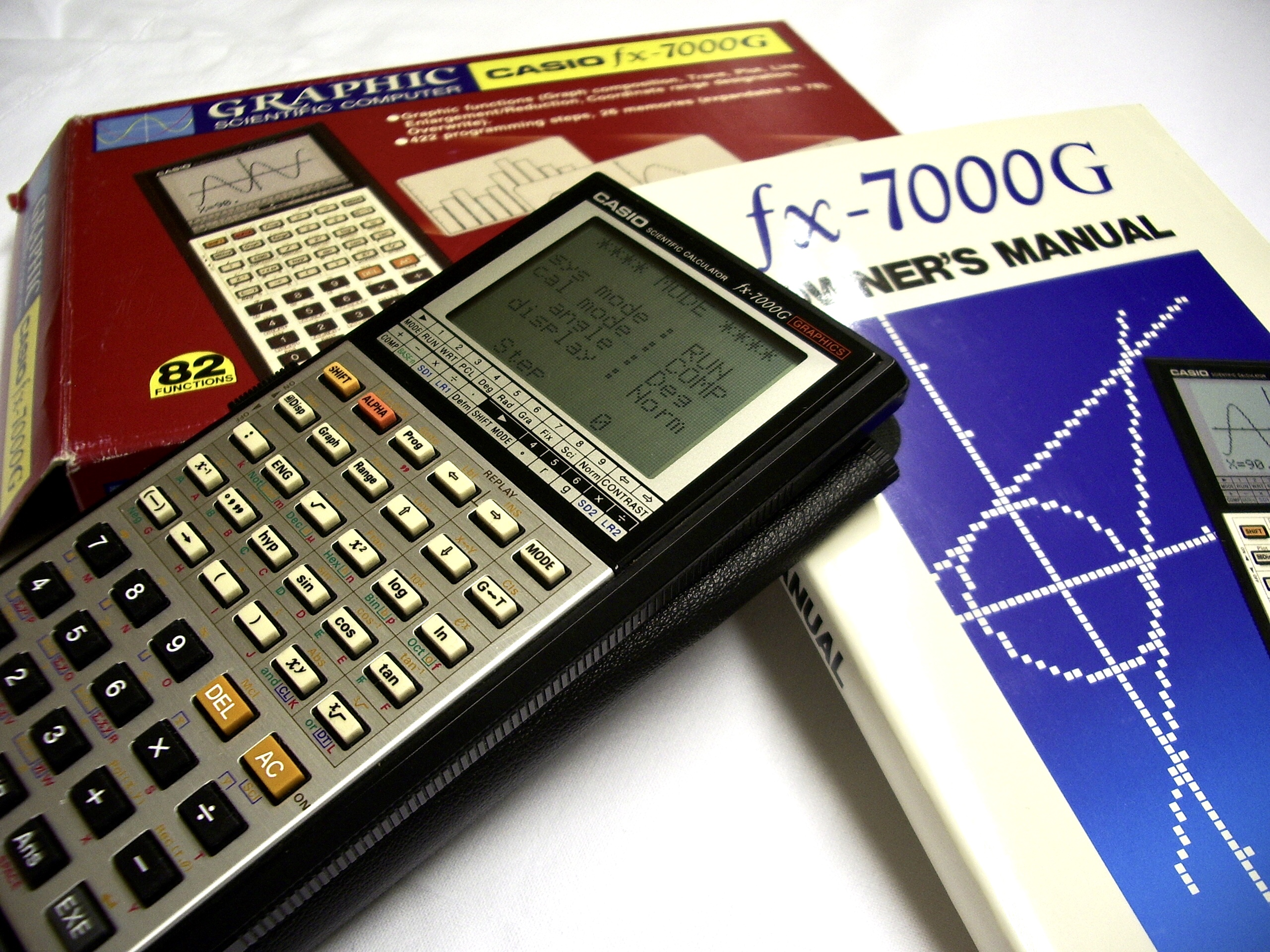
La calculatrice graphique FX-7000G de Casio.

L'impression matricielle et l'affichage à segments ont été des précurseurs de l'affichage matriciel.
Parmi les affichages à segments, on compte notamment :
- l'affichage à sept segments ;
- l'affichage à neuf segments ;
- l'affichage à quatorze segments ;
- l'affichage à seize segments ;
- l'affichage à vingt-deux segments.

L'affichage matriciel a permis, entre autres, l'avènement des calculatrices graphiques.
La première calculatrice graphique a été introduite en 1985 par Casio, avec la FX-7000G,.
Les HP-28C et HP-28S sont des calculatrices graphiques de Hewlett-Packard commercialisées de 1987 à 1992.
Lancée en 1990, la TI-81 est la première calculatrice graphique de Texas Instruments.

## Quelques tailles d'écrans
Tailles courantes des écrans à affichage matriciel (en pixels)
- 128×16 (pour deux lignes de texte)
- 128×32 (pour quatre lignes de texte)
- 128×64 (pour huit lignes de texte)

Autre taille possible
- 92×31 (pour trois ou quatre lignes de texte)

## Résolutions des caractères

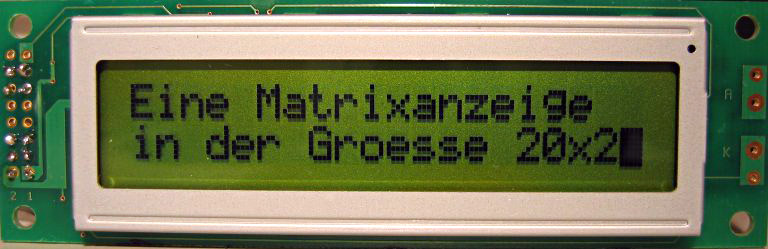
Un écran LCD classique à matrice de points 5×7 utilisé dans certains des premiers téléphones portables et dans certains distributeurs automatiques.

La taille courante d'un caractère est de 5×7 pixels. Les caractères sont séparés par des espaces vides sans pixels activables ou par des lignes de pixels non activés (ce qui donne alors une taille réelle de 6×8 pixels pour un caractère). C'est ce que l'on voit sur la plupart des calculatrices graphiques, telles que les calculatrices Casio ou Texas Instruments (TI-82 et supérieures).
Une taille plus petite de 3×5 pixels (ou 4×6 lorsque les caractères sont séparés par des pixels non activés) est aussi utilisée. On la voit sur la calculatrice TI-80 sous la forme d'une police 3×5 pure, de taille fixe, ou sur la plupart des calculatrices 7×5 sous la forme d'une police proportionnelle (1×5 à 5×5). L'inconvénient de la matrice 7×5 (ou plus petite) est que les jambages ne sont pas possibles.
Une taille plus grande de 5×9 pixels est utilisée sur de nombreuses calculatrices à affichage naturel.
Une taille de 11×9 peut être utilisée pour donner une résolution bien supérieure.
Les écrans à matrice de points d'une résolution suffisante peuvent être programmés pour émuler l'affichage à sept segments.